# Херсонское адмиралтейство
Херсонское адмиралтейство — первое на юге России адмиралтейство; основано в 1778 году по указу императрицы Екатерины II на Днепровском лимане для строительства парусных судов всех классов для Черноморского флота Российской империи. В том же 1778 году на месте военного укрепления, защищавшего место строительства гавани и верфи, был основан город Херсона. На верфи адмиралтейства было построено более 40 парусных линейных кораблей и фрегатов, а также свыше 120 мелких военных судов. В 1829 году из-за мелководности Днепра при впадении в лиман, что накладывало ограничения на водоизмещение и осадку строящихся в Херсоне кораблей, все службы и команды адмиралтейства, оборудование верфей были переведены из Херсона в Николаевское адмиралтейство.

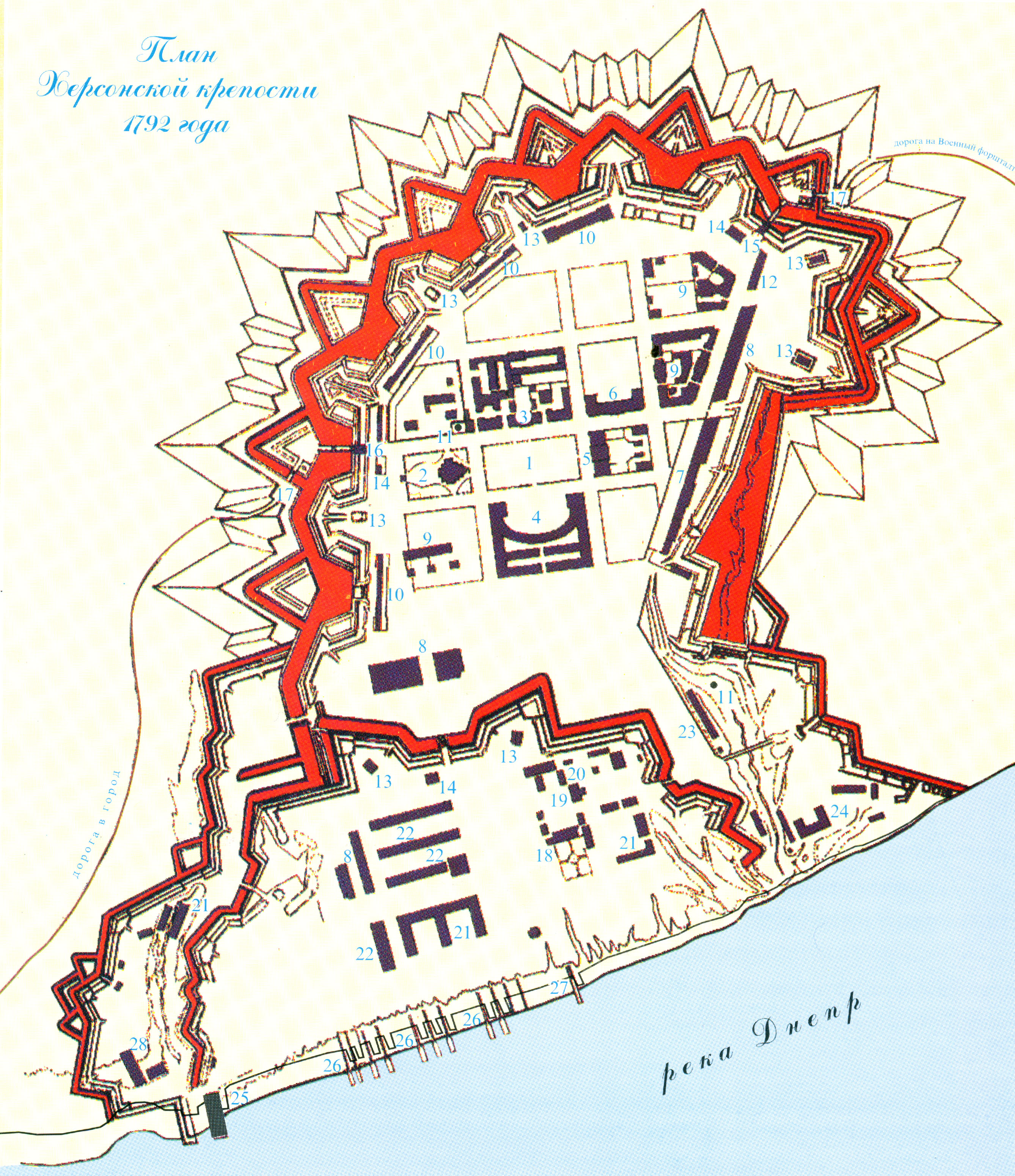
План Херсонской крепости (1792)

## История
В 1774 году, после окончания русско-турецкой войны и заключения Кучук-Кайнарджийского мирного договора, земли Северного Причерноморья вошли в состав Российской империи. С получением Россией выхода к Чёрному морю возникла необходимость укрепления новых границ, создания Черноморского флота и строительства новых кораблей.

### Основание Херсона и начало строительства адмиралтейства
Летом 1775 года экспедиция под командованием адмирала Алексея Сенявина прибыла к устью Днепра, где нашла удобное для стоянки русских кораблей место у урочища «Глубокая пристань». 11 декабря 1775 года в адрес Адмиралтейств-коллегии последовал указ императрицы Екатерины II о строительстве гавани и верфи на Днепровском лимане.
20 января 1776 года по распоряжению Адмиралтейств-коллегии на Днепр был командирован корабельный мастер Василий Селянинов с двумя штурманскими партиями, чтобы выбрать место для строительства новой верфи и гавани, а также для оценки имеющегося корабельного леса. На основании изучения собранных материалов и обмеров Адмиралтейств-коллегия подтвердила вывод о строительстве гавани и верфи в урочище Александр-Шанц на правом берегу Днепра в 30 км от его впадения в лиман. Для организации и руководства строительными работами по созданию новой крепости, верфи и гавани на Днепр был направлен контр-адмирал С. Б. Шубин.
18 июня 1778 года Екатерина II подписала именной указ Новороссийскому генерал-губернатору Светлейшему князю Григорию Потёмкину о назначении места для заведения на Лимане гавани и верфи, а «место сие повелеваем наименовать Херсоном». 25 июля 1778 года вместо скоропостижно умершего С. Б. Шубина «главным строителем» крепости и Адмиралтейства Екатерина II назначила генерал-цейхместера Ивана Ганнибала. 19 октября началось строительство крепости и верфи, было заложено два эллинга. В строительных работа участвовали три пехотных полка (Ярославский, Бутырский, Навагинский) и 12 мастеровых рот. Ганнибал нанял более 500 плотников, организовал заготовку и доставку строительного леса. 19 ноября 1778 года первый заложенный камень здания адмиралтейства освятил архиепископ Славянский и Таврический Никифор. К январю 1779 года для верфи было сооружено всё необходимое: кузни, жилые помещения, четыре эллинга, а к 1781 году в новом городе были построены здание адмиралтейства, литейный дом, арсенал, верфи, казармы и частные дома, крепость была полностью укомплектована гарнизоном и 220 орудиями.

### Строительство кораблей в Херсонском адмиралтействе
8 февраля 1779 года Адмиралтейств-коллегия поручила Ивану Ганнибалу строить на верфи ежегодно по четыре корабля. В Херсон из Петербурга прибыл корабельный мастер Василий Селянинов для организации строительства кораблей. 26 мая 1779 года на Херсонской верфи по повелению князя Григория Потёмкина был заложен первый на Черноморском флоте 60-пушечный корабль «Святая Екатерина». Строился корабль под руководством мастера В. А. Селянинова. При закладке корабел на 0,3 м увеличил глубину осадки корабля, сделав это без каких-либо объяснений в рапортах Адмиралтейств-коллегии, которая признала корабль непригодным. Весной 1780 года к строительству корабля, переименованного в «Преображение Господне», приступил корабельный мастер Семён Афанасьев. Из-за плохой организации работ строительство корабля затянулось на три года. Корабль был спущен на воду 16 сентября 1783 года.

Линейный корабль «Иосиф II»

В 1780—1790 годах корабельный мастер Семён Афанасьев построил на Херсонской верфи торговое судно «Бористен» (1781), впоследствии перестроенное строителем М. Л. Фалеевым в военный корабль — фрегат Черноморского флота «Григорий Богослов», 66-пушечные линейные корабли по чертежу Александра Катасанова «Мария Магдалина» (1785) и «Александр» (1786), 54-пушечный фрегат «Святой Георгий Победоносец» (1785), 50-пушечные фрегаты собственного проекта — «Апостол Андрей» (1785) и «Александр Невский» (1787), 66-пушечные линейные корабли «Святой Владимир» (1787) и «Мария Магдалина» (1789) , 80-пушечный линейный корабль «Иосиф II» (1787), переименованный 15 марта 1790 года в «Рождество Христово», 66-пушечный линейный корабль «Богоявление господне» (1791) и линейный корабль «Сошествие Святого духа», позже переименованный в «Святая Троица» (1791). В 1790 году С. Афанасьев был назначен руководителем Черноморского Адмиралтейского правления. Параллельно с кораблестроительными работами он контролировал обучение первых учеников Херсонского морского корпуса.
22 февраля 1783 года указом Адмиралтейств-коллегии Иван Ганнибал был «уволен от всех дел». Прибыв весной 1783 года в Херсон, Потёмкин обнаружил, что дела в херсонском адмиралтействе обстоят плохо. В письме императрице от 11 мая он писал: «Измучился, как собака, и не могу добиться толку по адмиралтейству. Все запущено, ничему нет порядочной записи. По прочим работам также неисправно, дороговизна подрядов и неисправность подрядчиков истратили много денег и время… Никто из тех, кои должны были смотреть, не были при своем деле… все были удалены, а в руках все находилось у секретаря у Ганибалова… которого он увез с собой, не оставив здесь ни лесу, ни денег».
Для организации строительства судов был назначен контр-адмирал Федот Клокачев. В мае 1783 года в Херсоне началась эпидемия чумы, которая повлекла за собой гибель большого числа рабочих Херсонской верфи и моряков. В этот период на верфи, в качестве командира строящегося 66-пушечного корабля «Святой Павел» находился капитан 1 ранга Фёдор Ушаков, который умело организовал участие своего экипажа в строительстве и принял активные меры для борьбы с эпидемией чумы. В декабре 1783 года вместо умершего от чумы контр-адмирала Федота Клокачева строителем верфи и командующим Черноморским флотом был назначен вице-адмирал Яков Сухотин. Сроки строительства кораблей значительно затянулись. Вместо первоначально запланированного строительства четырёх кораблей в год, до 1787 года строили ежегодно по одному кораблю.
В 1785 году в Херсоне было создано Черноморское адмиралтейское правление. 13 августа 1785 года Указом императрицы Григорий Потёмкин был назначен главнокомандующими Черноморского флота и Черноморского адмиралтейства.
В 1792 году председателем Черноморского Адмиралтейского правления был назначен Николай Мордвинов, а на должность ведущего корабельного мастера Черноморского адмиралтейского правления — Александр Катасанов.
В 1793—1796 годах Касатанов построил, спроектированные им же: фрегат «Счастливый» (1793), четыре 74-пушечных корабля «Святой Пётр» (1794) и «Захарий и Елисавета» (1795), «Симеон и Анна» (1797). В 1795 году под руководством Катасанова на Херсонской верфи было построено 53 канонерских лодки, которые участвовали в операции войск Александра Суворова по взятию турецкой крепости Измаил.
В 1796 году Катасанов был переведён в Петербург, но по его проектам в 1798—1800 годах на Херсонской верфи были построены кораблестроителем Михаилом Суровцовым 74-пушечные линейные корабли «Святой Михаил», «Ягудиил», «Святая Параскева (линейный корабль)», «Тольская Богородица» (строитель Иван Тарусов) и «Мария Магдалина Вторая» (строитель Василий Потапов), 68-пушечный линейный корабль «Варахаил» (строители Василий Потапов и Василий Сарычев).
В 1801 года кораблестроитель Василий Потапов, работающий на Херсонской верфи с 1786 года, спустил на воду 54-пушечный фрегат «Крепкий», а в 1801—1802 годах построил 110-пушечный линейный корабль «Ратный».
В 1800 году корабельный мастер Михаил Суровцов в Херсоне спустил на воду 44-пушечный фрегат «Назарет» и 110-пушечный линейный корабль «Ягудиил», в 1804 построил 76-пушечный линейный корабль «Правый» и 32-пушечный фрегат «Воин» (совместно с Иваном Тарусовым), в 1806 году завершил строительство однотипного «Воину» фрегат «Лилия» (совместно с Иваном Тарусовым), в 1807 году построил 74-пушечный линейный корабль «Анапа», а в 1808 году спустил на воду 110-пушечный линейный корабль 1 ранга «Полтава» и заложил однотипный линейный корабль «Двенадцать апостолов» (спущен в 1811 году). В 1808—1818 годах построил шесть 74-пушечных линейных корабля: «Мария» (спущен 12 ноября 1808), «Дмитрий Донской» (спущен 6 ноября 1809) и «Азия» (спущен 5 августа 1810), «Максим Исповедник» (спущен 9 июня 1812), «Красной» (спущен на воду 16 мая 1816) и «Скорый» (1818); построил три 32-пушечных фрегата: «Африка» (спущен 3 июня 1811), «Спешный» и «Везул» (спущены в ноябре 1813 года), 44-пушечный фрегат «Евстафий» и 110-пушечный линейный корабль «Париж» (спущен на воду 22 ноября 1814 года). Всего с 1804 по 1818 годы Михаил Суровцев построил в Херсоне четыре 110-пушечных и семь 74-пушечных корабля, шесть фрегатов, три малых транспорта транспорта «Кит», «Камбала», «Черепаха», два плашкоута «Жук» и «Рак», плавучую батарею и 21 канонерскую лодку.
В 1813 году в Херсонском адмиралтействе кораблестроитель Иван Тарусов самостоятельно построил 74-пушечный линейный корабль под номером 6, который позже получил имя «Бриен».
В 1821 году кораблестроитель Андрей Мелихов в Херсонском Адмиралтействе построил 110-пушечный корабль «Император Франц», в постройке принимал участие тиммерман Алексей Прокофьев.
В январе 1821 года в Херсон был и откомандирован командиром кораблестроительной команды корабельный мастер Александр Каверзнев. В 1823—1827 годах в Херсонском адмиралтействе построил: 74-пушечные линейные корабли «Пимен» (1823) и «Иоанн Златоуст» (1825, последний парусный линейный корабль херсонской постройки); 44-пушечный фрегат «Штандарт» (1824); два 4-пушечных транспорта «Ренни» и «Репида»; три военных транспорта «Ревнитель», «Подобный», «Соперник», переоборудованные в 1827 году в 10-пушечные бомбардирские корабли; 10-пушечные люгера «Глубокий» (1827) и «Широкий» (1827), 13 канонерских лодок: «Шумная», «Змея», «Скорпион», «Гиена», «Хорек», «Коршун», «Ястреб», «Азартная» (1822) и «Крикун» (1823), «Громкая», «Беспокойная», «Сердитая», «Барсук», «Тарантул» (1828); 60 плашкоутов для наплавного моста через реку Дунай. В 1825 году были построены в Херсоне плашкоуты «Буйвол» и «Слон», в 1827 году — «Лошак», «Верблюд», «Носорог», «Драмодел».
Мелководность Днепра при впадении в лиман накладывала ограничения на водоизмещение и осадку строящихся в Херсоне кораблей. Поэтому постепенно центр судостроения на Чёрном море перемещался в Николаев. 7 сентября 1825 года на Херсонской верфи был спущен на воду последний парусный корабль херсонской постройки «Иоанн Златоуст». В 1827 году по приказу адмирала Алексея Грейга начался демонтаж и транспортировка всего оборудования верфей из Херсона в Николаевское адмиралтейство. В 1829 году последние корабли и обозы с материалами и оборудованием покинули херсонские верфи.

## Память
В 1972 году в Херсоне на месте корабельной верфи, где строились первые корабли Российского Черноморского флота, был поставлен 15-метровый постамент с трёхмачтовым парусником — памятник, посвящённый первым кораблестроителям Черноморского флота.